# Lorenzo di Bicci

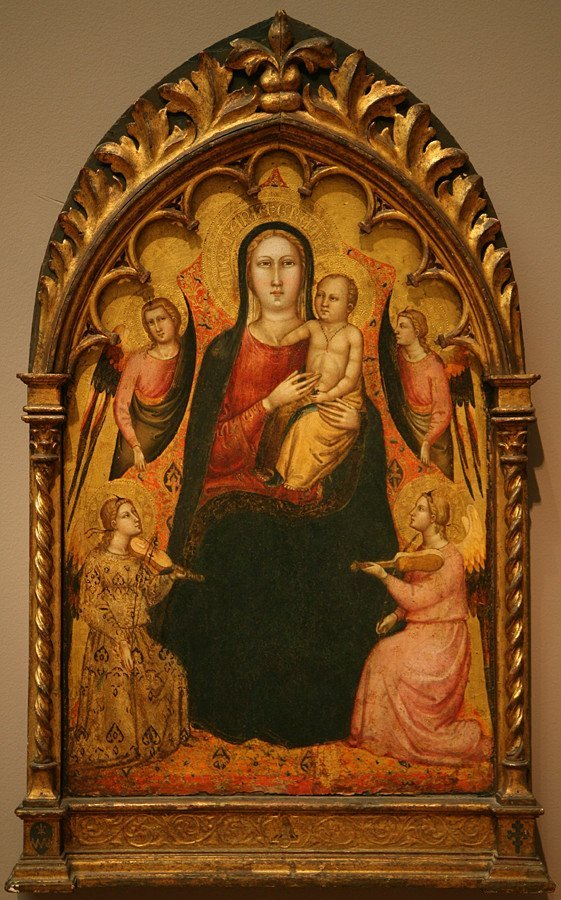
Madonna e Menino com Anjos, pintura de Lorenzo di Bicci, 1405–1410

Lorenzo di Bicci (c. 1350 – 1427) foi um pintor italiano da Escola Florentina. Acredita-se que aprendeu com seu pai, sobre o qual pouco se sabe, a não ser o fato de ter o sobrenome Bicci. Foi também aluno de Spinello Aretino. Por 1370, Lorenzo tornou-se membro da Guilda de São Lucas, a guilda de pintores de Florença. Ensinou seu filho , Bicci di Lorenzo. Seu neto, Neri di Bicci herdou seu ateliê.
Atribui-se a ele o Palazzo Capponi alle Rovinate, construído no começo do século XV, em Florença.

## Biografia
Lorenzo di Bacci nasceu em Florença, por volta de 1350. Ele aprendeu a arte de pintar com o seu pai, que possivelmente era conhecido pelo apelido Jacopo, apesar que o seu nome completo é desconhecido. Até 1370, Lorenzo tornou-se membro da Guilda de São Lucas, a associação de pintores de Florença . A associação foi nomeada em homenagem a São Lucas santo padroeiro dos artistas. O guild reuniu artistas de uma série de disciplinas na Florença renascentista. Os primeiros trabalhos de Lorenzo sugere a influencia de um mestre, cuja identidade é desconhecida, mas que se acreditava ser membro da Guilda de São Lucas.

## Início de carreira
O primeiro trabalho público de Lorenzo foi um painel que descreve St. Martin Enthroned, pintado para Arte dei Vinattieri, a associação de comerciantes de vinhos de Florença. A pintura foi montada na igreja florentina de Orsanmichele em uma pilastra atribuída à associação em 4 de outubro de 1380, e agora está na Depositi Galleria d'Arte em Florença. A pilastra retrata o episódio de St. Martin dividindo sua capa com o mendigo. Foi nessa época que Lorenzo começou a trabalhar com os pintores Agnolo Gaddi, Corso di Jacopo e Jacopo di Luca, e os ourives Piero del Miglior e Niccolo del Lucia. Como um grupo, eles foram encarregados de valorizar as estátuas de Fé e Esperança de Giacomo di Pero criadas para os espíritos da Loggia della Signoria em Florença. Lorenzo foi contratado para aplicar o chão azul esmaltado e dourar as estátuas, o trabalho que lhe proporcionava uma renda estável.
Um projeto mais significativo chegou em 1387, quando Lorenzo foi contratado para decorar a catedral de Florença . Este foi um grande projeto já em andamento na época. Juntamente com Spinello Aretino e Agnolo Gaddi, Lorenzo produziu desenhos preliminares para as estátuas dos quatro apóstolos que seriam executadas em mármore para a fachada da igreja. Uma vez que a série de estátuas foram concluídas, ele foi então contratado, novamente com Aretino e Gaddi, para pintá-los e dourá-los. Em sua biografia sobre o artista, Giorgio Vasari observa que Lorenzo aprendeu muito de seu ofício de Spinello, provavelmente durante esse período.
Embora a biografia de Lorenzo de Giorgio Vasari esteja repleta de misattributions, sugere que Lorenzo, durante esse período, produziu afrescos dentro e fora da cidade de Florença . Vasari sugere que Giovanni di Bicci de Medici encomendou Lorenzo para pintar o corredor da antiga casa da família Medici. Entre outras obras que Vasari menciona são um santuário na ponte de Scandicci e um afresco de santos junto com uma Madonna em Cerbaia. De acordo com Vasari, Lorenzo foi então contratado pela família dos Medici para pintar uma capela em San Marco, em Florença, um afresco em que ilustrou muitas histórias da Madona e representou a própria Virgem cercada por muitos santos.

## Fim de carreira
Em 1394 Lorenzo retornou à Loggia della Signoria onde pintou e dourou a estátua da Caridade por Jacopo di Piero Guidi. Em 1395, ele foi encarregado de valorizar uma estátua de São Victor de Piero di Giovanni Tedesco para a fachada da catedral de Florença. Três anos mais tarde, em Florença, Lorenzo criou três painéis policelados para o altar da Madonna delle Grazie na nave da catedral. Os painéis exibiam imagens de meio-comprimento de São João Evangelista, São Mateus e São Marcos. Outro artista, Pesello, foi responsável pela imagem do Agnus Dei, que centrou o cofre do dossel, enquanto a contribuição mais significativa de Lorenzo foi uma cortina que acompanhou a imagem da Virgem. Este dossel já foi desmantelado e os painéis de Lorenzo que descrevem os evangelistas estão agora alojados na Sagrestia dei Canonici, na catedral. A Compagni della Croce di Santo Stefano em Empoli contratou Lorenzo, em 1399, para produzir um tríptico.
Acredita-se que Lorenzo tenha pintado duas crucificações nos anos 1399 e 1400, respectivamente. O primeiro é alojado no Museo della Collegiata di Sant'Andrea em Empoli e utiliza um design simples e bidimensional. O painel representa a Crucificação com a Virgem Maria, São João Evangelista e São Francisco de Assis, no sopé da Cruz. Acredita-se que tenha constituído a metade superior de um painel maior. A segunda crucificação retrata Cristo na cruz cercada por anjos que coletam seu sangue derramado. As letras INRI etiquetando "Jesus de Nazaré, o Rei dos judeus" são exibidos no headpiece vermelho acima da cruz. O Cristo e os anjos retratados na crucificação posterior são compositivamente muito semelhantes aos primeiros.
Os historiadores acreditam que Lorenzo pintou uma obra de São Francisco e St. Anthony Abbot ao redor do ano 1400.
A pintura é pensada para ter ocupado o lado esquerdo de um retábulo de vários painéis. Os painéis restantes estão perdidos ou não identificados. As figuras ilustradas são os santos Francisco de Assis, que fundou a ordem franciscana no início do século XIII, e Antão do Deserto, um monge cristão conhecido como o Pai de Todos os Monges. Os estigmas de São Francisco são apontados com pequenos raios de ouro.
As informações sobre a próxima década da vida e do trabalho de Lorenzo são escassas.
A partir de 1410, há um registro de ele tendo recebido catorze florins por uma figura de São Nicolau para o lunette do portal do Ospedale di San Matteo, Florença. Este trabalho está agora na Accademia di Belle Arti. Alguns historiadores acreditam que Lorenzo supervisionou a construção do Palazzo Capponi alle Rovinate, um palácio de estilo gótico tardio localizado na Via de 'Bardi em Florença, Itália. Este trabalho parece ter sido encomendado por Niccolò da Uzzano, um político italiano no governo de Florença. Lorenzo foi contratado por Uzzano, e essas contratações incluíram afrescos e uma pintura para a Igreja de Santa Lúcia dá Magnoli.
A biografia de Lorenzo de Giorgio Vasari indica que em 1418, Lorenzo pintou um grande afresco de Santo Tomás examinando uma ferida no lado de Cristo . Este fresco, além disso, incluiu os outros Apóstolos que foram mostrados ao redor de Cristo. Adjacente a esta cena, Lorenzo criou um afresco de São Cristóvão, e Vasari sugere que, até este ponto, nenhum artista descreveu com sucesso uma figura em grande escala com proporções precisas. Outros historiadores atribuíram esses trabalhos a Bicci di Lorenzo, o filho de Lorenzo. Em qualquer caso, ambos funcionam, impressionantes em escala, conseguiram manter sua cor e definição por centenas de anos.

### Madonna e crianças
Lorenzo deve ter completado muitas pinturas de Madonna e crianças, no entanto, pouco se sabe sobre as datas de composição dessas pinturas. Entre 1375 e 1380, Lorenzo é conhecido por ter pintado uma Madonna de Humildade com Dois Anjos, que existe e é guardada em coleção particular. Até 1936, este painel foi atribuído a Jacopo di Cione. Um trabalho muito semelhante conhecido por ter sido completado por Lorenzo entre 1405 e 1410 intitulado Madonna e Child with Angels é conservado no Museu de Belas Artes de São Francisco, dando suporte adicional à atual atribuição da Madonna de Humilddade. Com estilo, Lorenzo faz parte de uma tradição estabelecida. O mais conhecido é a Madonna dell'Umilita, pintada por Guariento di Arpo, que a pintura de Lorenzo se assemelha de perto.
 Em ambas as pinturas, a Madonna é colocada em uma almofada, sentada de forma recatada sugestiva de humildade. O azul de seu vestuário está na tradição da Madonna e, no caso da pintura de Lorenzo, a roupa é notável por sua simplicidade, com a ausência de qualquer cortina elaborada que às vezes é retratada. Mais uma vez, esse estilo sugere a natureza humilde da figura sentada.

Alguns anos depois, Lorenzo pintou Madonna e Criança com São João Batista, Catarina de Alexandria, Anthony Abbott e São Nicolau aos pés da Virgem. O trabalho é executado em tempera e ouro em um painel de madeira e seu tamanho é o de uma anconetta típica, ou pequeno retábulo. Durante a época de Lorenzo, esta imagem provavelmente teria sido enquadrada em um tabernáculo de estilo gótico, pois teria servido para um prazer privado, e não público. Neri di Bicci, o neto de Lorenzo pintou um trabalho semelhante. A Virgem e a Criança de Neri Enthroned com Dois Anjos e São Ansanus, João Batista, São Nicolau, São Sebastião, Catarina de Alexandria e Bartolomeu que atualmente reside no Museu de Arte de Filadélfia. Acredita-se que Neri se inspirou de seu avô Lorenzo.
Várias outras madonas são atribuídas a Lorenzo, uma das quais está localizada no Museu de Arte Walters, em Baltimore. Os locais das pinturas restantes são desconhecidos.

### Principal trabalho
Talvez o trabalho mais conhecido de Lorenzo seja um tríptico devocional pintado em 1399 que está agora no Museo della Collegiata di Sant'Andrea em Empoli. A Madonna está presente nos três painéis, embora apenas no painel central seja a presença dominante. A ala esquerda retrata a Natividade e mostra a Madonna ajoelhada em uma atitude de oração. Um santo sentado está no primeiro plano e a parte superior do painel, que chega a um ponto, representa um anjo sentado. O painel direito exibe a crucificação e a Madonna é uma das três figuras abaixo do crucifixo. Como no painel esquerdo, ela é claramente reconhecível devido à consistência na cor de suas roupas e à simplicidade de sua figura. O pináculo do painel direito mostra uma figura feminina sentada que reza. Em ambos os painéis laterais, a figura de Madonna está na mesma escala que as outras figuras, enquanto no painel central, ela não é. A figura central é quase idêntica à Madonna da Humildade com Dois Anjos, sugerindo ainda que a Madonna anterior era, de fato, o trabalho de Lorenzo. A Madonna no painel central fica em um trono gótico, adornado com um pano vermelho e dourado. Um filho de Cristo se senta em seu colo e aperta seu dedo. Ao redor deles estão um grupo de seis santos, incluindo João Evangelista e João Batista. O estilo artístico de Lorenzo é visto na estrutura compositiva limpa e simples, no uso de cor brilhante e no caráter inexpressivo dos rostos das figuras.

## Influências
O estilo de Lorenzo foi influenciado por Andrea Orcagna, que era pintor, escultor e arquiteto italiano em Florença. Lorenzo serviu como um dos seus alunos e trabalhou ao lado de Jacopo di Cione, o irmão mais novo de Andrea e um pintor do período gótico italiano ativo em Florença.

## Morte e legado
Agora está claro que muitas das obras que Vasari atribuiu a Lorenzo di Bicci foram de fato produzidas por seu filho, Bicci di Lorenzo. Da mesma forma, Joseph Archer Crowe e Giovanni Battista Cavalcasele, dois críticos de arte italianos altamente respeitados, atribuíram vários afrescos a Lorenzo, incluindo aqueles em Santa Maria del Carmine, Florença e aqueles em San Francesco, Arezzo, que agora são pensados para serem pintados por Bicci di Lorenzo.
Alguma confusão entre as obras de pai e filho é compreensível, considerando que Lorenzo treinou pessoalmente seu filho em sua oficina, um dos maiores e mais ativos estúdios de Florença da época. Bicci di Lorenzo passou a se tornar um influente pintor e escultor, bem como seu pai, enquanto o neto de Lorenzo, Neri di Bicci, herdou o workshop após a morte de Lorenzo di Bicci e Bicci di Lorenzo.
Acredita-se que Lorenzo tenha morrido em 1427, embora a data exata da morte seja desconhecida. A oficina de Lorenzo continuou a florescer por mais de um século. Mesmo agora, os historiadores da arte acreditam que muitas de suas obras mais significativas ainda não foram identificadas.

## Obras
- Madonna of Humility with Two Angels (c. 1375-1380), Private Collection
- St. Martin Enthroned (c. 1380), Depositi Galleria Arte, Florence
- St. Julian and St. Zanobius (c. 1380-1400), Academia Gallery, Venice
- St. Mark  (c. 1398), Museo dell'Opera del Duomo, Florence
- The Crucifixion  (c. 1399), Museo della Collegiata di Sant'Andrea, Empoli
- Triptych (c. 1399), Museo della Collegiata di Sant'Andrea, Empoli
- Madonna and Child  (c. 1400), Walters Art Museum, Baltimore
- Crucifixion (c. 1400), Allentown Art Museum, Pennsylvania
- St. Francis and St. Anthony Abbot  (c. 1400), Bristol City Museum and Art Gallery, Bristol
- Madonna and Child with Angels  (c. 1405-1410), Fine Arts Museum, San Francisco
- St. Nicholas  (c. 1410), Accademia di Belle Arti, Florence